# Олей, Ник
Ник Олей (нидерл. Nick Olij; родился 1 августа 1995 года, Харлем) — нидерландский футболист, вратарь клуба ПСВ.

## Клубная карьера
Ник Олей воспитанник клуба ХФК из Харлема. В июне 2011 года он перешёл в юношескую команду АЗ, а летом следующего года подписал с командой контракт до 2015 года. В 2014 году Олей был включён в заявку на сезон как четвёртый резервный вратарь, а в марте 2015 года клуб продлил с ним контракт ещё на два сезона.
В сезоне 2016/17 Ник стал выступать за резервный состав клуба во втором дивизионе Нидерландов. За основной состав АЗ он впервые сыграл 14 декабря 2016 года в матче Кубка Нидерландов против клуба АСВХ. В июне 2018 года был отдан в аренду в клуб ТОП Осс.
В июне 2022 года подписал четырёхлетний контракт с клубом «Спарта».

## Международная карьера
В сентябре 2011 года Олей был впервые вызван в юношескую сборную Нидерландов до 17 лет. Дебют Ника в сборной состоялся 4 февраля 2012 года на товарищеском турнире в Португалии против сверстников из Англии.
В 2012 году Олей выиграл юношеский чемпионат Европы в Словении. На турнире он сыграл в пяти матчах, пропустил два гола и трижды отыграл на ноль. В финальном матче его команда в серии пенальти обыграла сборную Германии, а по итогам чемпионата Ник был включён в символическую сборную. В том году он сыграл 11 матчей за команду до 17 лет, а в сентябре впервые сыграл за сборную до 18 лет.

## Достижения
ПСВ
- Обладатель Суперкубка Нидерландов: 2025

Нидерланды (до 17)
- Победитель Юношеского чемпионата Европы: 2012